# Fryxell (Mondkrater)
Fryxell ist ein kleiner Einschlagkrater, der inmitten des westlichen Innenrings der Montes Rook auf der Rückseite des Mondes liegt. Durch die Libration wird er auf Grund seiner Randlage gelegentlich von der Erde aus sichtbar, kann aber sogar unter optimalen Beobachtungsverhältnissen nur als Seitenansicht inmitten einer zerklüfteten Bergkette betrachtet werden.

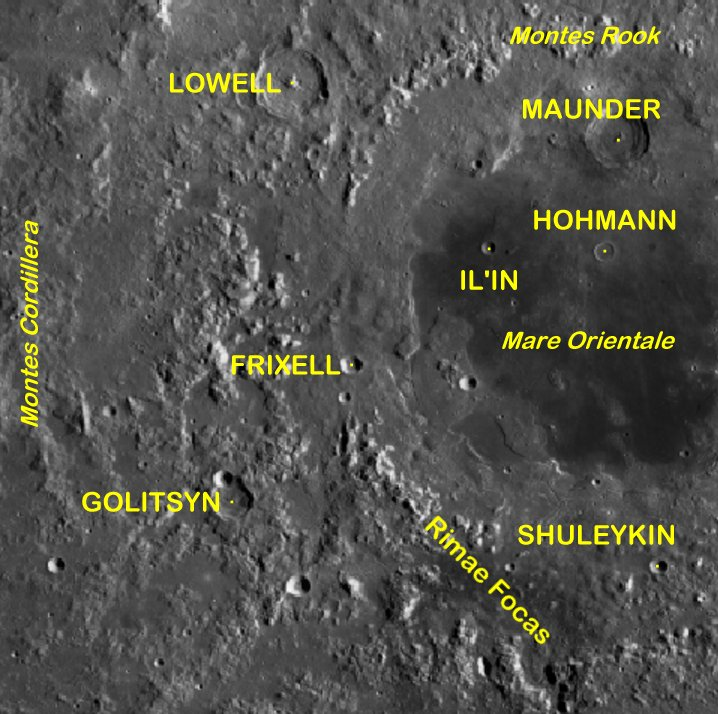
Umgebung des Kraters

Der Krater ist im Wesentlichen kreisrund, erscheint aber leicht vieleckig. Seine schüsselförmige Gestalt mit einem dunkleren Kraterboden zeigt kaum Auffälligkeiten. Da die Kraterinnenwände eine höhere Albedo als das umliegende Gelände aufweisen, erscheinen sie relativ hell.
Ehe Fryxell im Jahre 1985 durch die Internationale Astronomische Union (IAU) einen eigenen Namen zugewiesen bekam, war er als Satellitenkrater von Golitsyn mit der Bezeichnung Golitsyn B bekannt.